# Gonioscelis francoisi
Gonioscelis francoisi är en tvåvingeart som beskrevs av H. Oldroyd 1970. Gonioscelis francoisi ingår i släktet Gonioscelis och familjen rovflugor.
Artens utbredningsområde är Burundi. Inga underarter finns listade i Catalogue of Life.